# Управление Верховного комиссара ООН по правам человека
Управление Верховного комиссара ООН по правам человека (УВКПЧ) — агентство Организации Объединённых Наций, которое следит за соблюдением и защитой прав человека, гарантируемых Всеобщей декларацией прав человека.

## История
Данный комиссариат был основан Генеральной Ассамблеей ООН в 1993 году. 
С момента создания ООН были провозглашены основные права и свободы человека и установлен приоритет этих прав, а их защита является главной обязанностью государств. Главным структурным подразделением ООН по защите прав человека является Управление Верховного комиссара Организации Объединённых Наций по правам человека. Оно является координационным центром деятельности Организации Объединённых Наций по правам человека. Возглавляет его Верховный комиссар ООН по правам человека. Это должностное лицо, которое несёт основную ответственность за деятельность ООН в области прав человека. Верховный комиссар по правам человека назначается Генеральной ассамблеей на четырёхлетний срок, на него возложено много задач, в том числе содействие и защита эффективной реализации всех прав человека; содействие международному сотрудничеству в целях соблюдения прав человека; стимулирование и координация действий в области прав человека в рамках системы ООН.
28 июля 2008 года Генеральная Ассамблея без голосования утвердила предложение Генерального секретаря ООН Пан Ги Муна назначить Наванетхем Пиллэй (ЮАР) новым Верховным комиссаром ООН по правам человека. Четырёхлетний срок её полномочий начался 1 сентября 2008 года. По истечении срока её мандат был продлен ещё на два года, начиная с 1 сентября 2012 года.
С 1 июля 2004 года по 30 июня 2008 года Верховным комиссаром ООН по правам человека была Луиза Арбур (Канада). Её предшественник, Сержиу Виейра ди Меллу (Бразилия), погиб при исполнении служебных обязанностей в качестве главы миссии ООН в Ираке в результате взрыва в представительстве ООН в Багдаде 19 августа 2003 года.

## Деятельность
Правовой основой Управления является Бюллетень генерального секретаря «Организационная структура Управления Верховного комиссара Организации Объединённых Наций по правам человека», где закреплены также основные функции комиссара, основной сектор мероприятий и т. д. Верховного комиссара Организации Объединённых Наций по правам человека, а также за управление им и выполняет функции, конкретно порученные ему или ей Генеральной Ассамблеей в её резолюции 48/141 от 20 декабря 1993 года и последующих резолюциях директивных органов. В своей деятельности управление руководствуется двумя основными документами OHCHR Plan of Action and its Strategic Management Plan 2008—2009.
Основная деятельность управления заключается в защите прав человека: оказание помощи в разработке новых стандартов в области прав человека; содействие ратификации договоров о правах человека. Верховный комиссар также должен принимать меры в отношении серьёзных нарушений прав человека и предпринимать предупредительные действия.
Помимо этого, поскольку первичную ответственность за защиту прав человека несут правительства, Верховный комиссар оказывает им поддержку. Выражается это следующим образом: консультирует Генерального секретаря по вопросам политики Организации Объединённых Наций в области прав человека; обеспечивает основную и административную поддержку в осуществлении проектов и мероприятий, а также органов программы в области прав человека; представляет Генерального секретаря на заседаниях органов по правам человека и других мероприятиях, посвящённых правам человека; и выполняет специальные задания по решению Генерального секретаря.
Направления деятельности весьма обширны: демократия, глобализация, бизнес, дети, гражданские и политические права, ВИЧ, СПИД, жильё, здоровье, казни, эмиграции, меньшинства, терроризм, расизм и т. д. И в каждой сфере деятельности назначается докладчик, группа специалистов, отдельные комитеты.
Верховный комиссар по правам человека предпринимает конкретные действия по институционализации сотрудничества и координации работы с такими органами ООН, занимающимися вопросами прав человека, как Детский фонд Организации Объединённых Наций (ЮНИСЕФ), Организация Объединённых Наций по вопросам образования, науки и культуры (ЮНЕСКО), Программа Развития Организации Объединённых Наций (ПРООН), Управление Верховного комиссара Организации Объединённых Наций по делам беженцев (УВКБ) и Добровольцы Организации Объединённых Наций (ДООН). Аналогичным образом УВКПЧ работает по вопросам мира и безопасности в тесном сотрудничестве с департаментами Секретариата ООН. УВКПЧ также входит в Межучрежденческий постоянный комитет, наблюдающий за международными мерами в связи с чрезвычайными гуманитарными ситуациями.

## Список Верховных комиссаров
| Имя                    | Гражданство | Срок                                | Примечания                                                                                   |
| ---------------------- | ----------- | ----------------------------------- | -------------------------------------------------------------------------------------------- |
| Хосе Айяла-Лассо       | Эквадор     | 5 апреля 1994 — 31 марта 1997       |                                                                                              |
| Мэри Робинсон          | Ирландия    | 12 сентября 1997 — 12 сентября 2002 | Полномочия не были продлены тогдашним Генеральным секретарём ООН Кофи Аннаном                |
| Сержиу Виейра ди Меллу | Бразилия    | 13 сентября 2002 — 19 августа 2003  | Погиб при взрыве миссии ООН в Багдаде                                                        |
| Бертран Рамчаран       | Гайана      | 2003—2004                           | и. о. Верховного комиссара                                                                   |
| Луиза Арбур            | Канада      | 1 июля 2004 — 31 августа 2008       | Не баллотировалась на второй срок                                                            |
| Нави Пиллэй            | ЮАР         | 1 сентября 2008 — 31 августа 2014   | Её мандат был продлён на половину срока (2 года) Генеральной ассамблеей 1 сентября 2012 года |
| Зейд аль-Хуссейн       | Иордания    | 1 сентября 2014 — 1 сентября 2018   | .                                                                                            |
| Мишель Бачелет         | Чили        | 1 сентября 2018 — 31 августа 2022   | .                                                                                            |
| Нада аль-Нашиф         | Иордания    | 31 августа 2022 — 9 сентября 2022   | И. о. Верховного комиссара                                                                   |
| Фолькер Тюрк           | Австрия     | с 9 сентября 2022                   | .                                                                                            |